# Nogent-l'Artaud
Nogent-l'Artaud é uma comuna francesa na região administrativa de Altos da França, no departamento de Aisne. Estende-se por uma área de 23,99 km². Em 2010 a comuna tinha 2 185 habitantes (densidade: 91,1 hab./km²).